# Inspecció
La inspecció és la tècnica més antiga de control de la qualitat. Consisteix bàsicament a observar un producte o servei ja acabat, just abans de ser enviat al mercat, per a tractar de trobar-hi possibles defectes i, en cas que els tingui, retirar-lo o sancionar-lo. La inspecció per si sola actualment és considerada inadequada per al control de la qualitat, però es fa servir encara de vegades com a complement dintre d'altres processos més globals.
La inspecció pot ser exhaustiva quan es fa sobre la totalitat de productes finalitzats, és un cas que s'empra en productes que es fan en petites quantitats però amb un alt cost, com ho són alguns productes de luxe (que pot incloure algunes marques de marroquineria, calçat, joieria, bijuteria, etc.) o els del sector de l'automoció i l'aeronàutica.
Però en molts casos es prefereix la inspecció per mostreig estadístic, a la qual a la producció, per exemple, s'obre de tant en tant una caixa o una paleta i se n'inspeccionen un o més productes. És típic en processos en els quals hi ha una alta producció quantitativa de baix cost, i necessària, front a l'exhaustiva, quan la inspecció suposa la destrucció del producte analitzat. També s'utilitza en alguns serveis per a avaluar el servei complert o a algunes persones, de vegades sota el sistema de “fals client”. És molt típic també per al control de certes regulacions i normatives.